# Ember József (lelkész)
Ember József (Hajdúhadház, 1816 – Álmosd, 1885. február 26.) református lelkész.

## Élete
Ember István református lelkész és Lóczy Zsuzsánna fia volt. Tanulmányait a debreceni főiskolában végezte, ezt követően akadémiai rektor lett Balmazújvároson, ahol három évet töltött. Ezután a német nyelv tanulása céljából a szepességi városokba ment; onnan hajdúböszörményi lelkésznek hívták meg; két év múlva Fésűs András egyházkerületi főjegyzőnek lett káplánja. 1850-ben Álmosdra választották meg lelkésznek.

## Munkái
- Chernel József által alapított kisdedóvó intézet ünnepélyes megnyitása alkalmával tartott emlékbeszéde Álmosdon, 1862. márc. 9. Debrecen.
- Halotti emlék-beszéd, melyet Csontos László kokadi ref. lelkész hitvese szül. Mezey Rózsa asszony felett… tartott 1875. máj. 22. Uo. 1875.
- Gyermekszülésbőli felszabaduláskor templomban mondandó imádság. Uo. 1879.